# Maison natale de Sigmund Freud
Freud Museum de Londres
Pour les articles homonymes, voir Maison (homonymie) et Freud (homonymie).
La maison natale - musée Sigmund Freud est une maison-musée de Freiberg in Mähren de l'empire d'Autriche du XIXe siècle (actuel Příbor en République tchèque) où est né et a vécu jusqu’à l'âge de 3 ans Sigmund Freud (1856-1939) médecin neurologue fondateur de la psychanalyse. La maison est déclarée monument culturel en République tchèque en 2005.

## Historique

### Sigmund Freud

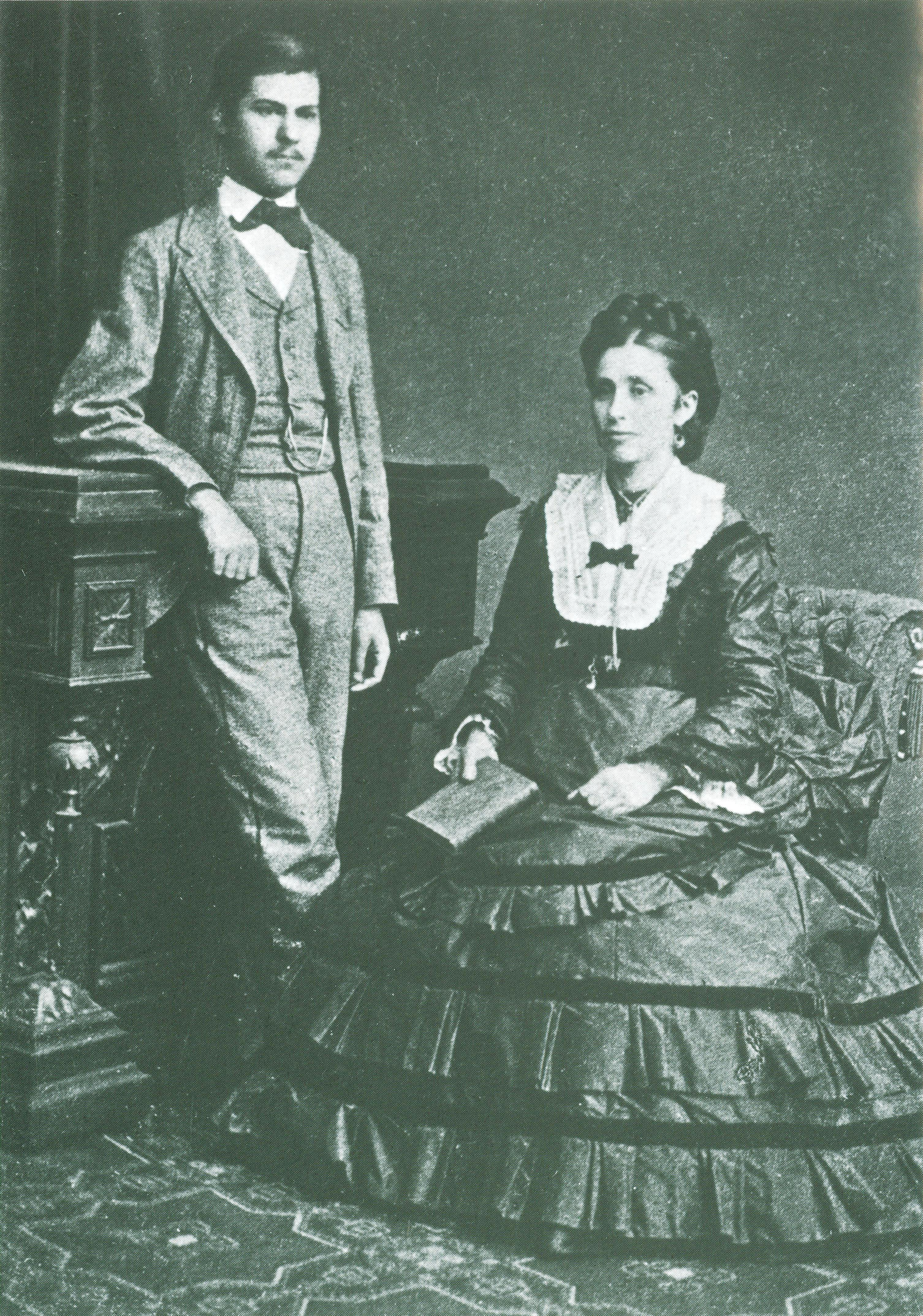
Âgé de 16 ans, avec sa mère Amalia Freud en 1872

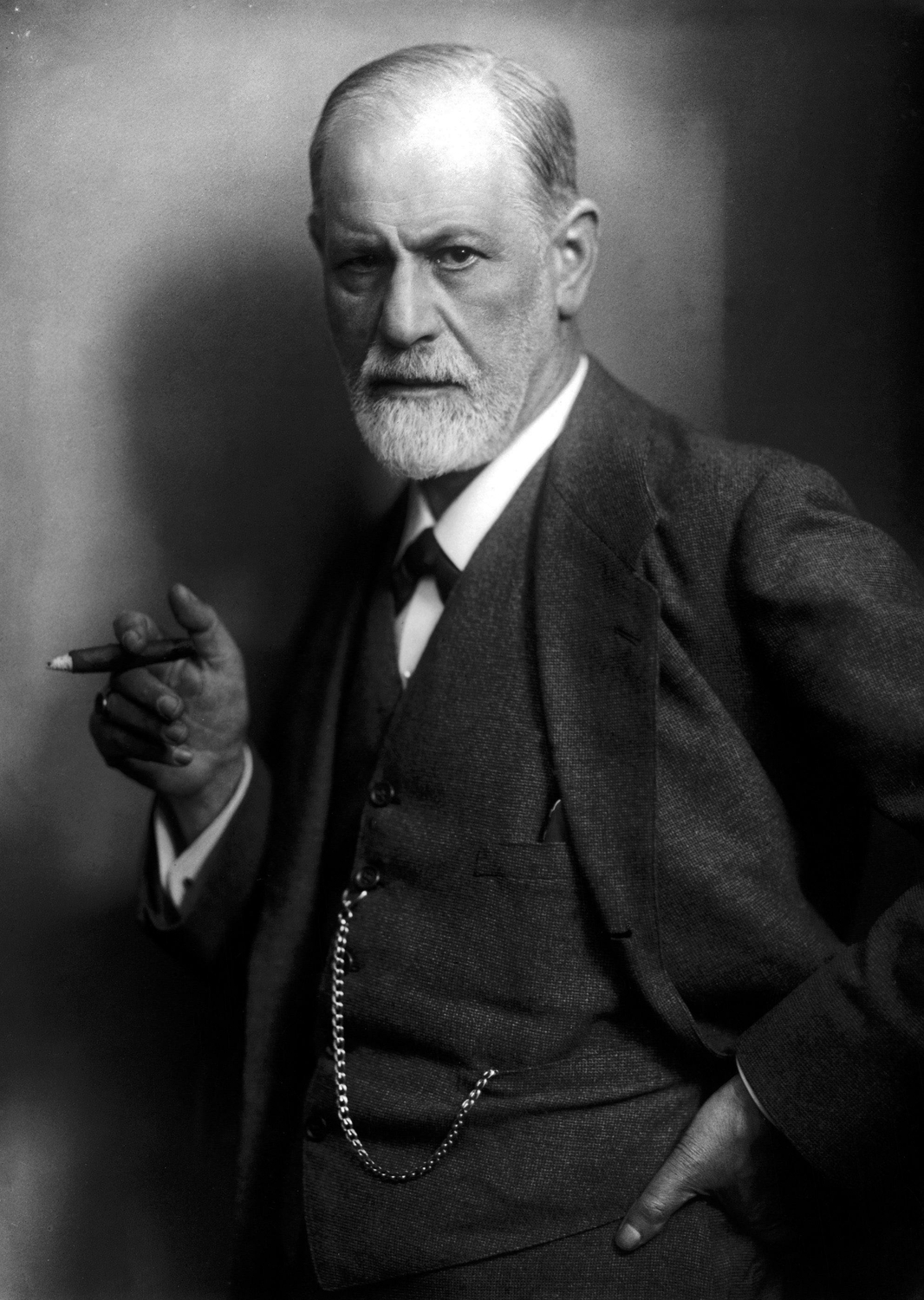
Sigmund Freud en 1921

Sigmund Freud naît le 6 mai 1856 à 18h30 dans cette maison de l'empire d'Autriche d'alors. Il est l'aîné de huit enfants de Jakob Freud et de sa 3e épouse Amalia, modeste marchand-négociant de laine et de fibres pour métier à tisser artisanaux. La famille vit dans un appartement en location du 1er étage, au-dessus de la forge du rez-de-chaussée. Jakob Freud a déjà deux fils d'un premier mariage. 

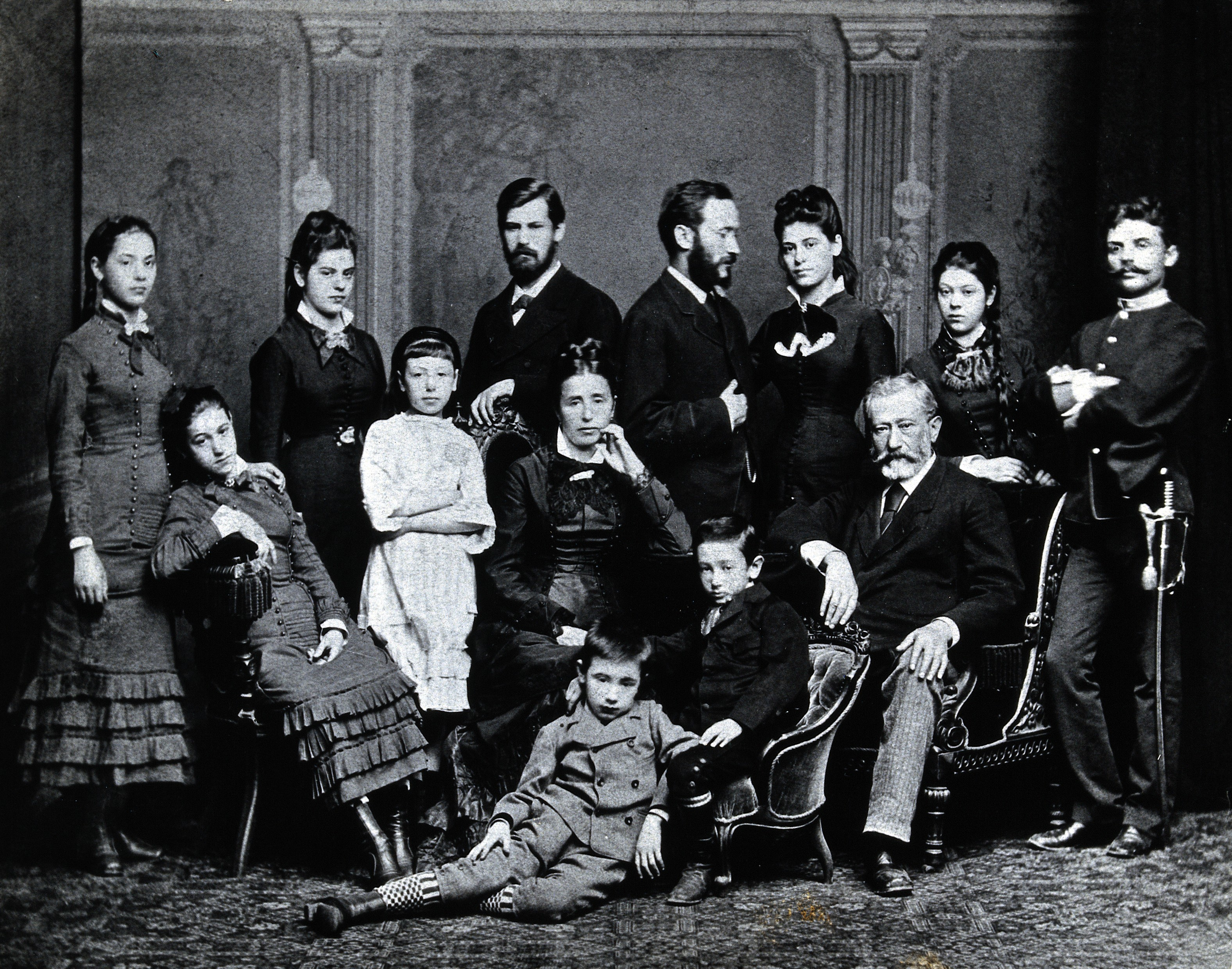
Jakob et Amalia Freud et leurs enfants en 1876.
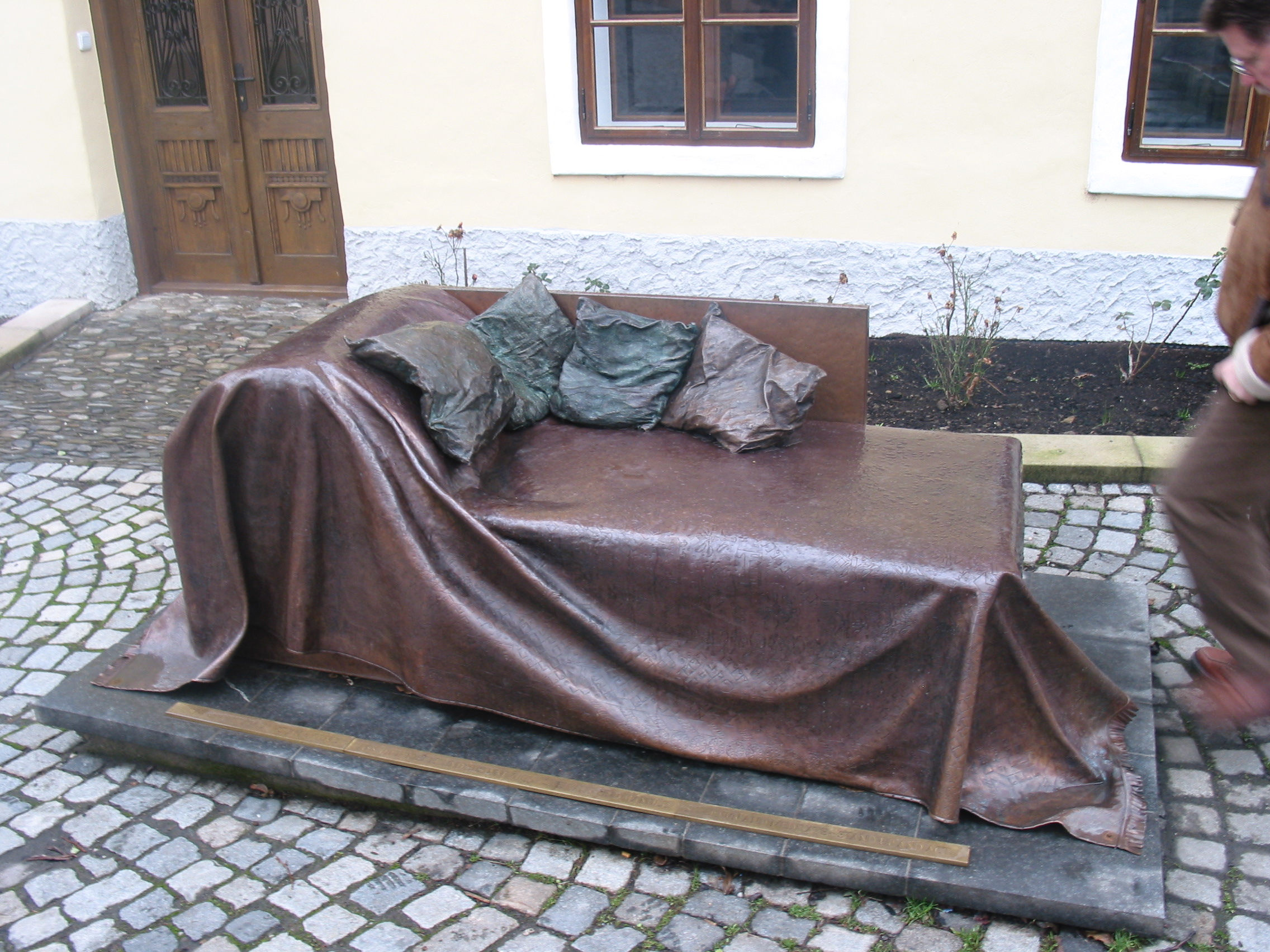
Divan de psychanalyste de Freud devant la maison.

Freud est âgé de 3 ans en 1859 lorsque sa famille est contrainte de quitter la ville (à la suite du grave déclin du textile artisanal au moment du développement de l'industrie textile de la révolution industrielle). Ils vivent quelques mois à Leipzig en Allemagne, avant de s'installer à Vienne en Autriche, ou Freud suit des études de médecine à l'université de médecine de Vienne. Il crée son cabinet de médecin-neurologue dans son appartement de Vienne(actuel musée Sigmund Freud de Vienne) où il fonde la psychanalyse qu'il étudie et exerce pendant 47 ans. Il est contraint de s'exiler en 1938 durant les 18 derniers mois de sa vie à Londres (actuel Freud Museum de Londres) après l'Anschluss, pour fuir les menaces antisémites du régime Nazi d'Adolf Hitler pendant la Seconde Guerre mondiale. 
Sigmund Freud garde de bons souvenirs de ses premières années, qu'il décrit à plusieurs reprises dans ses œuvres. Il se souvient entre autres avoir joué avec d'autres enfants dans les champs voisins, qu'il décrit comme un cadre pastoral idyllique de son enfance.

### Musée Freud
La maison est déclarée monument culturel en République tchèque en 2005, puis achetée par la municipalité en 2006 pour la restaurer dans son état d'origine du XIXe siècle, et en faire un musée public dédié à la mémoire de Freud. Il est inauguré le 27 mai 2006 (pour le 150e anniversaire de sa naissance) par le président de la République tchèque Václav Klaus, en présence de descendants de la famille Freud.

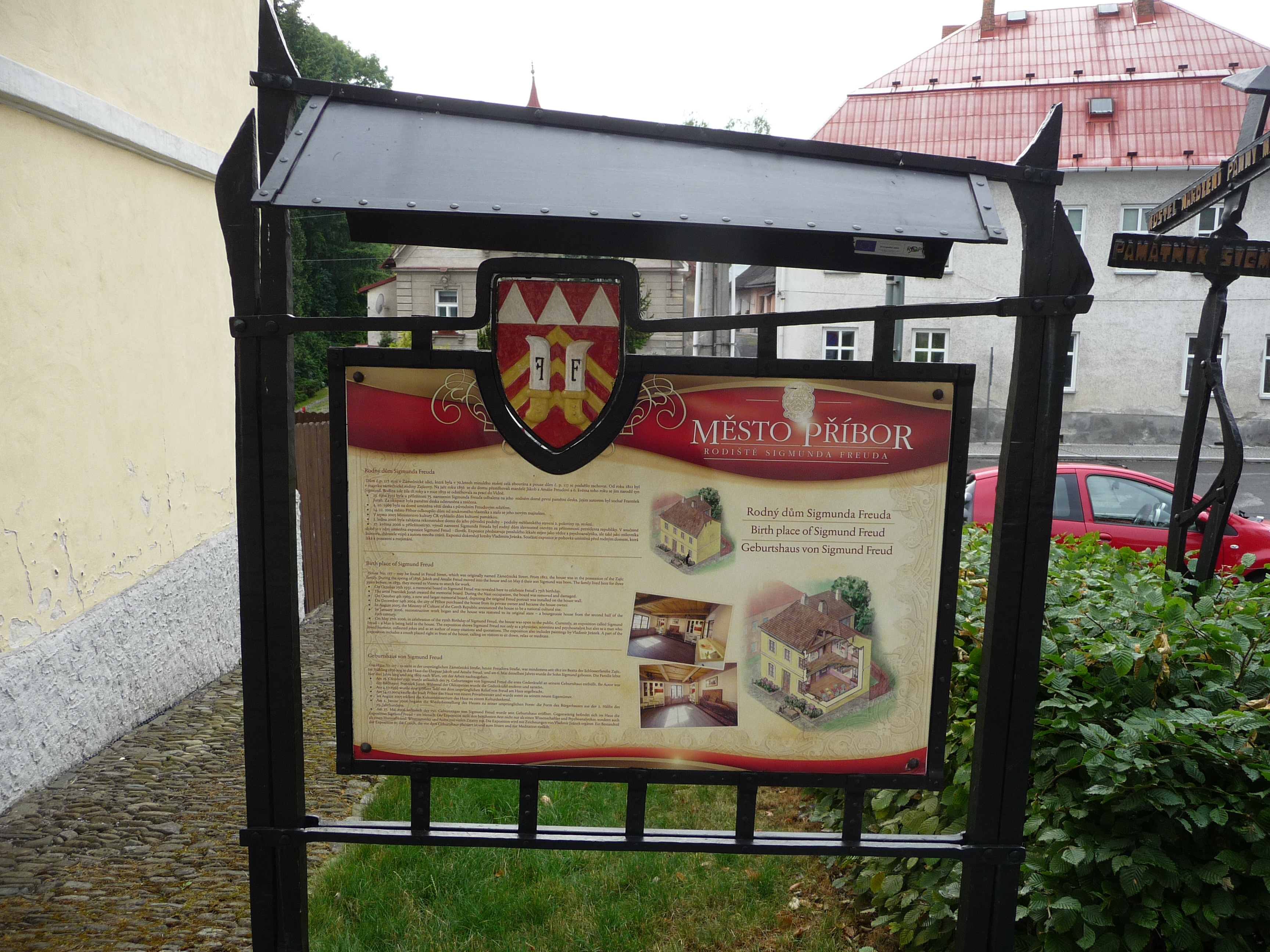
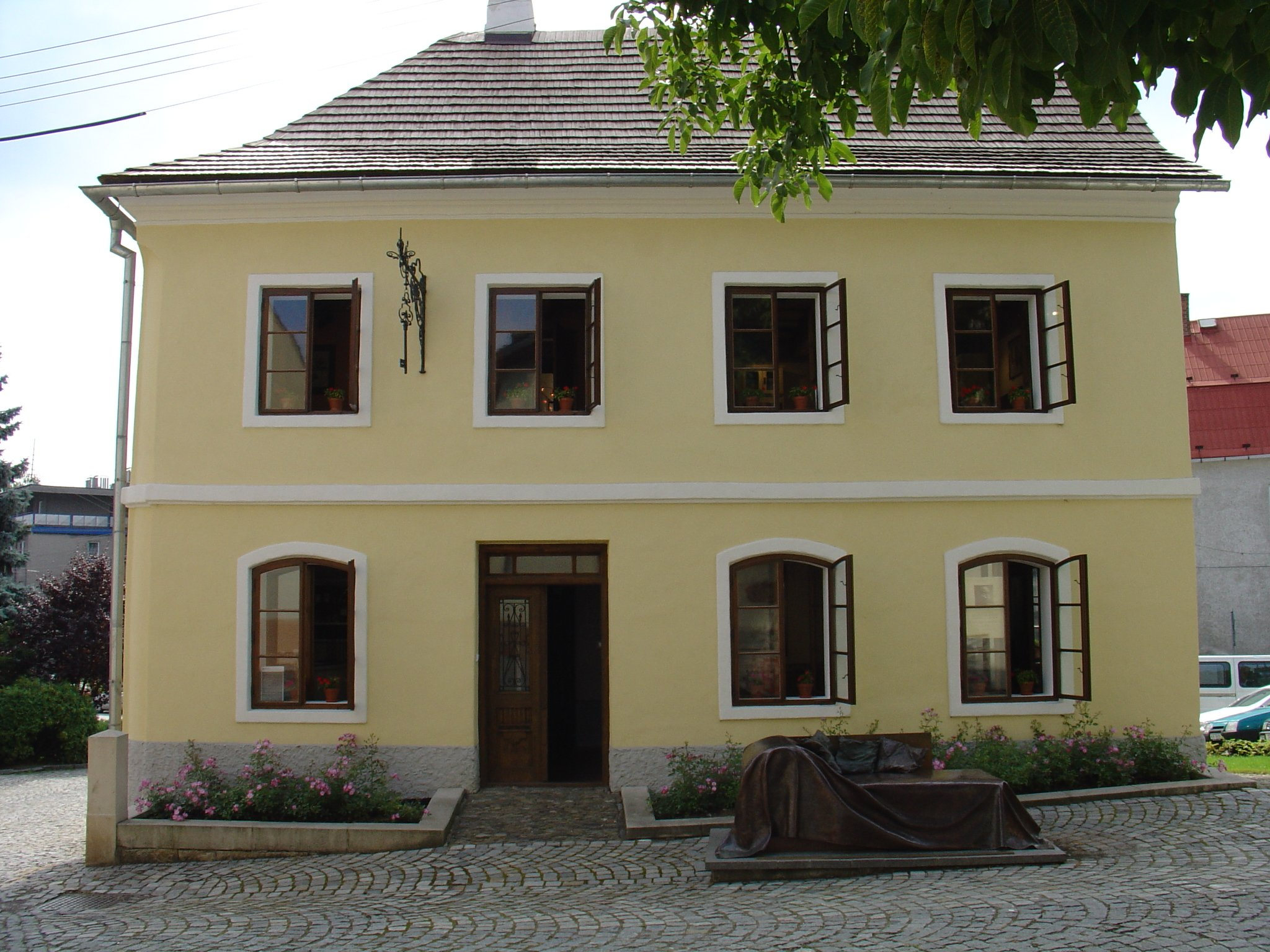
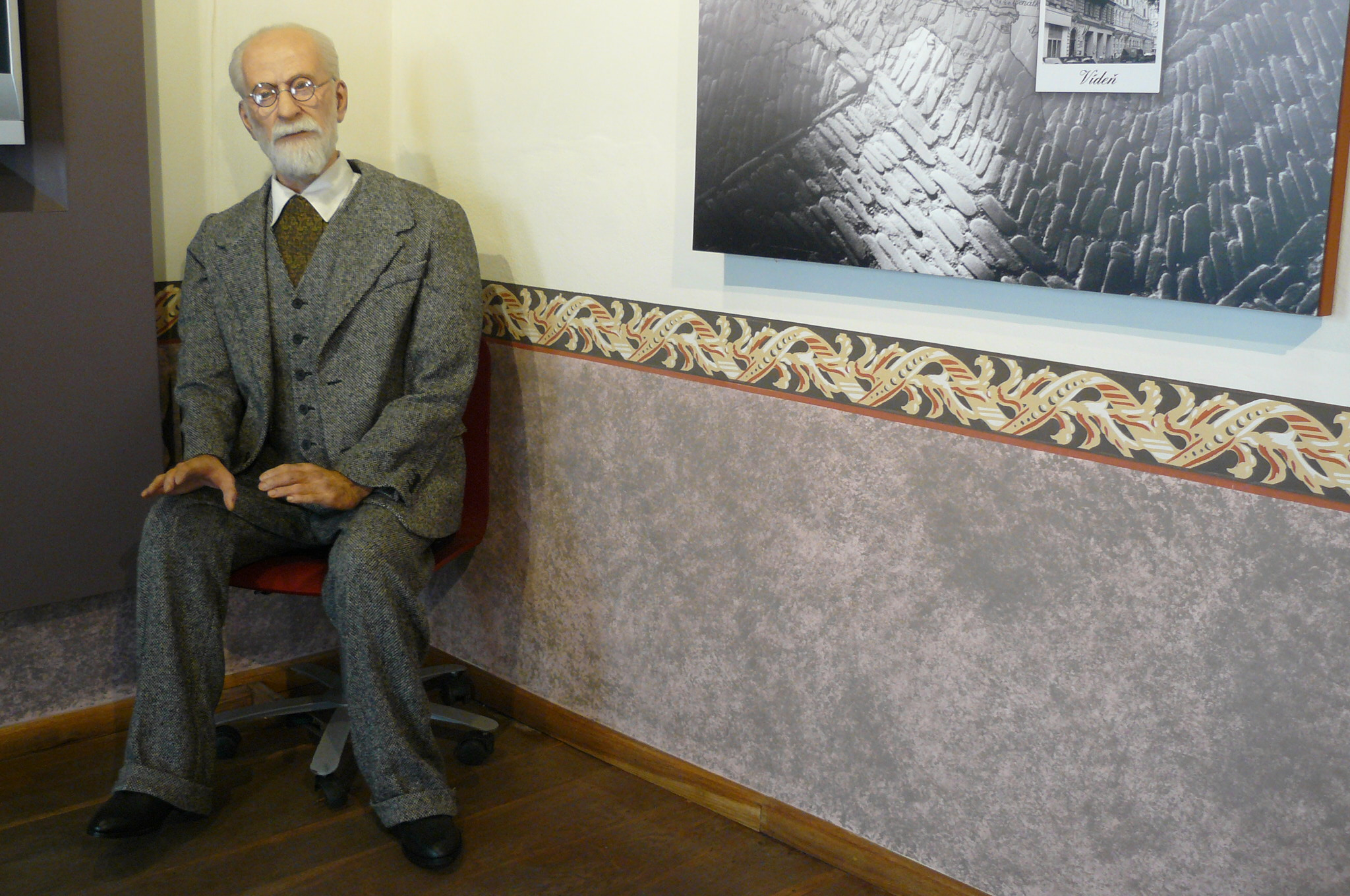
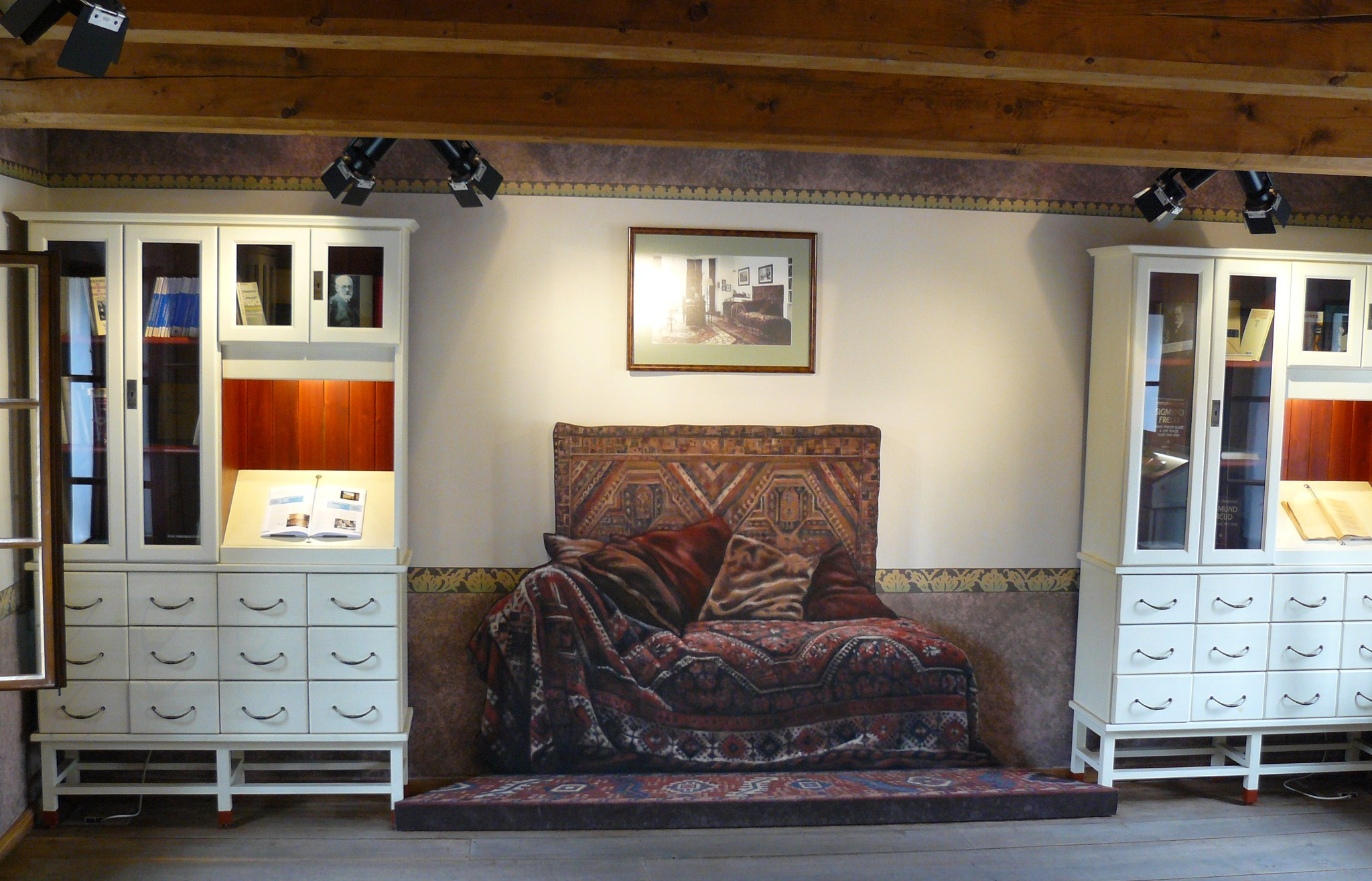
Copie de son divan emblématique de psychanalyste
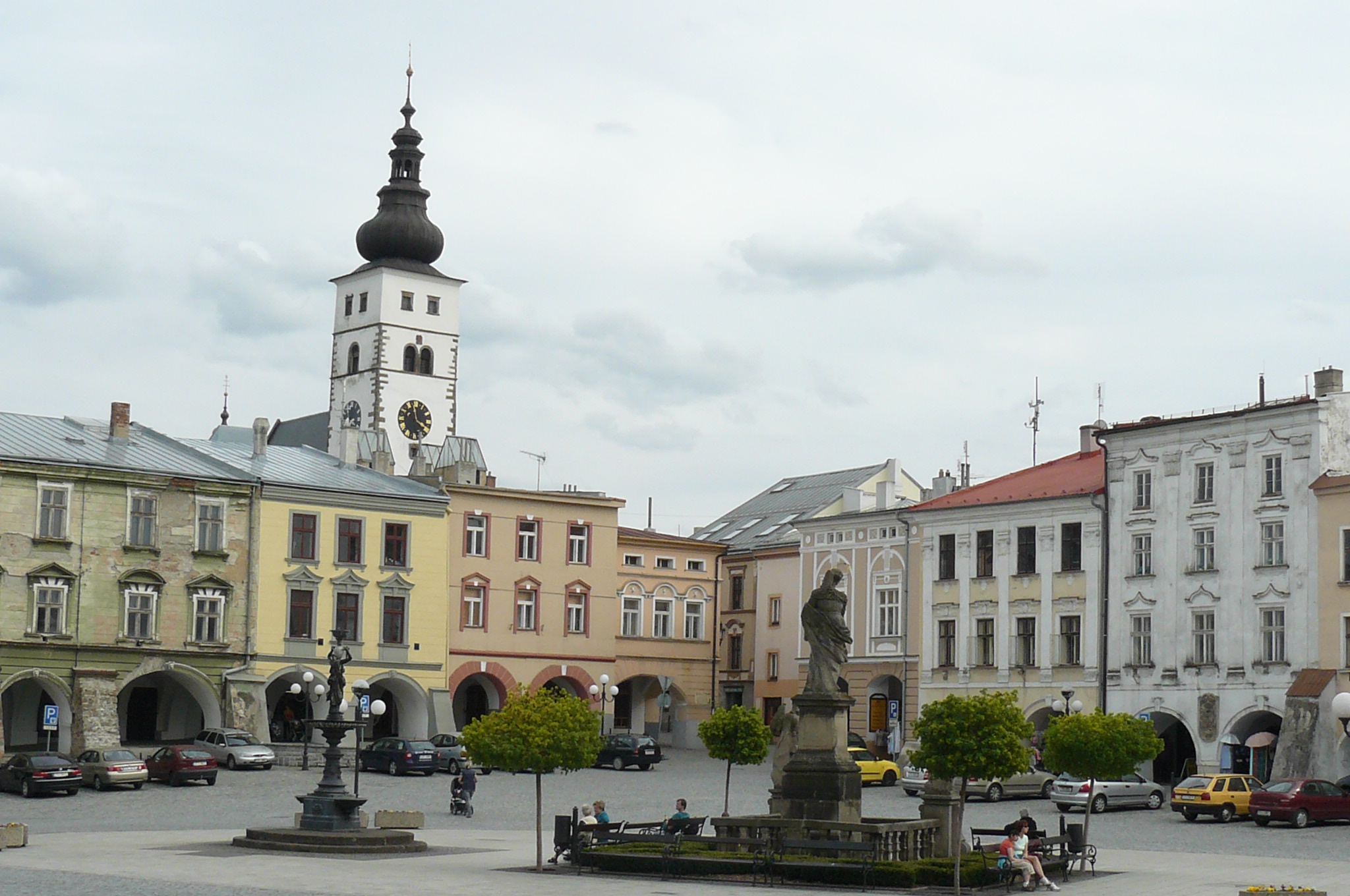
Place Sigmund Freud de Příbor

Le musée présente une partie « histoire de la ville » et une partie dédiée à la vie et à l'œuvre de l'inventeur de la psychanalyste (histoire de la psychanalyse) en particulier de son enfance, avec meubles, objets, documents, photographies, reproduction en bronze du célèbre divan de Freud de Londres devant la maison... Des lecteurs audio à écouteurs diffusent des enregistrements avec la voix simulée de Freud pour guider les visiteurs à travers la maison de sa naissance. 

## Autres musées Freud
- Musée Sigmund Freud de Vienne en Autriche.
- Freud Museum de Londres au Royaume-Uni.